# 2013年11月中國大陸

## 11月30日
- 中国证监会制定《上市公司监管指引第3号——上市公司现金分红》，督促上市公司规范和完善利润分配的内部决策程序和机制，增强现金分红的透明度，鼓励上市公司在章程中明确现金分红在利润分配方式中的优先顺序[1]。

- 中新网电，“30日下午4点45分，位于上海松江泗泾的上海女子监狱发现火情。消防部门扑救，6时许，火被扑灭，无人员伤亡。”人民网（页面存档备份，存于）
- 齐鲁晚报报道：“有人担心劳教废止后，社区矫正会成为另一种形式的劳教[2]。司法部副部长赵大程解释说，两个制度是不能混同的，更不可能出现预测的这种情况。”[3][4]
- 绵阳晚报报道：“李嘉诚罕见接受专访 谈及家庭人生”。李嘉诚：“我做生意的原则，一方面是对于债务和贷款问题要非常小心，如履薄冰。另一方面，我在地产经营上步步为营。如果地产价格太高，到老百姓买不起的时候经营就有风险了。我不会冒险去赚最后一个铜板。”光明网（页面存档备份，存于）“南方日报：您有没有还未完成的中国梦？李嘉诚：有。我曾经在一个演讲辞中说︰‘有一天晚上，我做了一个好梦，我们祖国的土地五谷茂盛，连沙漠上都有良好的道路，有充足的水源。人口密集的城市风和日丽，商机繁荣……’”新华网（页面存档备份，存于）

## 11月29日
- “交警射杀肇事嫌疑人后失踪潜伏交警队20年被抓”。[5]
- 京华时报报道：“伊春空难幸存者不满仅追责机长 称其是替罪羊”。[6]

## 11月28日
- “国家信访局副局长许杰涉嫌严重违纪被免职”。[7][8]
- “中石油因违法排污遭中华环保联合会起诉 要求赔偿6075万”。[9][10][11]
- “小伙被控女厕杀人遭枪决 9年后疑似真凶归案”。“近日，《法制晚报》记者从当地政法机关的知情人处了解到，有关方面目前已经准备好了两笔赔偿金，一笔给案件的受害者家属，一笔给被枪决者的家人。”[12]

## 11月27日
- 南方都市報報道：“合同工临时工将被全面调离行政执法岗位”。[13]
- 央視報道：“贵州输油管道泄露 多趟列车受影响”。[14]
- 京華時報報道：“人大代表被指在京酒驾打人 因身份特殊未被拘留”。[15]
- 中国证券报報道：“中石油发布公告，公司前任董事长蒋洁敏和现任董事长周吉平、前任财务总监周明春和现任财务总监于毅波，被指违反美国证券法律而被起诉至美國紐約南區聯邦地區法院，公司已收到该起诉的有关送达通知，目前尚不知悉诉讼的涉案金额。”[16]
- “新疆和田县公安副局长猝死 去世前夜仍在抓逃犯”。[17]

## 11月26日
- “辽宁鞍山再发巨响 官方尚未公布20天前巨响原因”[18][19]。
- 中國網報道：“南京报纸头版整版刊登寻人启事找张艺谋”[20]。“今年5月，著名导演张艺谋被曝曾有四个妻子七个孩子，被网友们笑称‘葫芦娃的爸爸’。虽然张艺谋本人一直回避此事，但涉及其中的江苏无锡计生委被推上了风口浪尖。”[21]
- “城管局官员因不能说服家人配合拆迁被停职”。新華網（页面存档备份，存于）
- 京華時報報道：“长沙市民自称家遭强拆 妻子被社区书记扒衣裤”。新華網（页面存档备份，存于）
- “中国航运界反腐旋风集中爆发 中海系多名高管被查”。“继中远系多位高管被带走调查后，另一大国内航运巨头中海集团旗下公司的前任和现任管理层也陆续被带走调查，其中包括中海发展和中海油运前任总经理茅士家及中海油运生产运营部副总刘厚平，以及曾在中海集团和大新华物流担任过高层的贾鸿祥。”中财网（页面存档备份，存于）

## 11月25日
- “２５日清晨发生在西安市北郊中登大厦的天然气泄漏爆炸目前已造成１人死亡６人受伤。”新華網（页面存档备份，存于）
- “津南双港一平房发生爆炸事故 1人死亡3人受伤”。[22]
- 央視網報道：“中石化黄潍输油管线爆炸事故最新的进展，截至目前，事故造成的死亡人数已经达到了55人，有9个人失踪。”“杨栋梁（国务院事故调查组组长）：为什么会发生泄露？泄露的原因是什么？直接原因是什么？管理上的原因又是什么？为什么泄露的原油会进入市政排水涵道？是规划的问题还是设计的问题？是技术上的问题还是管理上的问题？是企业的问题还是政府的问题？都必须要查清楚。为什么泄露以后没有采取安全防范措施？为什么不警戒？为什么不封路？为什么不疏散群众？为什么不通知群众？为什么引起爆炸？爆炸的直接原因是什么？这都要查明原因。”搜狐網（页面存档备份，存于）
- 京哈高铁]]晚点消息未及时发出，撞死4名铁路职工，1名受重伤。[23][24]

## 11月24日
- 中国石化|中石化]]黄潍输油管线爆燃事故死亡人数升至52人，失踪11人。[25][26][27][28]事故发生后，中石化董事长傅成玉向青岛和全国人民公开道歉，并表示‘将尽快查找事故原因，给全国人民一个好的交代’。那么，怎样才算‘给全国人民一个好的交代’，特别重大事故：高官‘下课’ 责任人入刑”。[29]
- 温州市区煤气管道发生爆炸，已造成3人受伤。[30][31]

## 11月23日
- 南方都市报报道：“男子被控抢劫致死获死缓 遭羁押6年后检方撤诉”。“2007年8月，在广东廉江市做装修的庞宗祥被莫名卷入广西北海系列抢劫致人死亡案件中，并于2008年被北海市中级法院判处死缓。案件经广西自治区高院两次发回重审。”“北海市中级法院在落款日期为11月21日的裁定中称，北海市检察院于2013年11月19日，以证据发生变化，不符合起诉条件为由，撤回对庞宗祥、香杰武的起诉。该院认为北海市检察院撤诉符合法律规定，予以准许。”“‘如果没有律师们的死磕，不可能有今天的自由’，一直为哥哥香杰武奔走的香小丽对南都记者说。”网易（页面存档备份，存于）
- “11月23日15时51分，北京北新华街一餐厅起火。市公安局迅速调集消防等相关部门警力赶赴现场灭火救援，16时30分火势被完全扑灭，现场无人员伤亡。经调查，初步认定该火情系人为纵火，嫌疑人已被控制。”中国新闻网（页面存档备份，存于）

- “中石化通过官方微博发布道歉声明，‘向青岛市人民表示歉意，向全国人民表示歉意’。”人民网（页面存档备份，存于）“青岛中石化输油管线爆燃事故的遇难人数至２３日晚已上升至４８人，仍有１３６人住院治疗。”。新华网（页面存档备份，存于）“媒体质疑青岛漏油至爆燃7小时内未疏散民众”。人民网（页面存档备份，存于）

## 11月22日
- 据央视消息，截至17时40分，青岛中石化输油管道起火爆炸事故“已造成35人死亡，另有166人受伤，伤者正在医院救治。”人民网（页面存档备份，存于）“据青医附院黄岛分院相关负责人介绍，有48名伤者被送往该医院，其中一人死亡，5人重伤。”。鳳凰網（页面存档备份，存于）“据齐鲁网8月31日报道，总投资13亿元的黄岛至潍坊输油管道于2013年8月下旬正式投用。”南方周末
- 财新网特稿：“白手套米晓东”。“多位消息人士向财新记者证实，原中国海洋石油总公司（下称中海油）干部米晓东，在‘十一’前后被带走。43岁的米晓东主要负责打理周滨在海油和陆上油田买卖的生意，东北石油大亨王乐天在陕北的两个高产区块，亦被发现从周滨亲属名下购得。”。财新网（页面存档备份，存于）“财新网点名周滨，周永康难安？”德國之聲（页面存档备份，存于）
- “消息称除涉外等领域 政法委将不再介入个案审判”。中华网（页面存档备份，存于）
- 中國青年報報道：“安徽退休检察官向最高检举报自己办错案”。“孟宪君对判决结果不解，‘二审法院判决高尚有罪根本没有证据，判决的360万元远超我们抗诉的86万元！’”“陈兴良与中国政法大学刑事司法学院教授阮齐林等5位专家对此进行研讨，最后的结论是：‘本案所涉事实属于经济纠纷，不应加以刑事制裁。高尚的行为不构成犯罪，应该通过审判监督程序加以纠正。’”人民網（页面存档备份，存于）
- “曝江西警察参与倒卖越南媳妇 警车开道‘说亲’”。北青網（页面存档备份，存于）
- 北京晨報報道：“婴儿火化前‘复活’经治医生被吊销执业证书”。“11月20日下午，安徽省卫生厅接到省立儿童医院关于误送一名弃婴到合肥市殡仪馆的报告后，立即召开会议，决定派出调查组赶赴省立儿童医院，对事件进行调查。”搜狐網（页面存档备份，存于）

## 11月21日
- 沈阳晚报報道：“最高人民法院11月21日上午发布《关于建立健全防范刑事冤假错案工作机制的意见》的通知提出，法院不得参与公安机关、人民检察院联合办案；不能因‘维稳’等压力，作出违反法律裁判；改变‘口供至上’的观念和做法，采用刑讯逼供或者冻、饿、晒、烤、疲等方法收集供述应当排除。”光明網（页面存档备份，存于）
- 新京报报道：“北京大火12名死者来自福建 事发仓库堆满可燃物”。“前日20时30分许，朝阳区小武基村一库房着火。接警后，北京市公安局先后调集13个消防中队、54部消防车赶赴现场开展灭火工作。当晚23时许，大火被完全扑灭，过火面积约500平米。”人民网（页面存档备份，存于）
- 雲南網報道：“云南昆明一待拆迁商铺爆炸 据称连续10多声爆炸”。海南在線
- 中新网报道：“曝张艺谋与陈婷只生子不结婚 生1个1千万”。[32]
- “李春城‘管家’受审 有4护照曾欲携款出逃”。新華網（页面存档备份，存于）成都商报報道：“成都锦江公安分局原局长昨日受审 被控受贿等三宗罪”。“根据已公开的资料，吴涛曾是成都最年轻的公安局长，历任派出所所长；大邑县县委常委，公安局局长；蒲江县县委常委、政法委书记、公安局局长；青羊区区委常委、政法委书记、青羊区公安分局局长和锦江区副区长、锦江区公安分局局长等职。吴涛曾立二等功3次，三等功3次，还受到多次嘉奖。”新華網（页面存档备份，存于）
- 齐鲁晚报報道：“‘东阿交警设卡收黑钱’纪委介入 交警队长被停职”。人民報（页面存档备份，存于）
- 新華網報道：“赊账买车 借债建楼——广东湛江党政机关拒还18亿多元债务沦为‘官赖’”。人民網（页面存档备份，存于）

## 11月20日
- 湖南耒阳一教师强奸9岁女童被批捕 涉事小学校长已被撤职。人民网
- 海南省纪委通报万宁公安民警携带枪支参与赌博等10起典型案例。人民网海南视窗
- “检察官3年举报领导竞聘造假无果 辞职造林养羊”。中国广播网（页面存档备份，存于）
- 法制晚报报道：“超生女婴被政府抱走18年 官方答辩称无告知义务”。新华网（页面存档备份，存于）

## 11月19日
- 中国西藏网报道，“欧洲通讯社记者：现在有人想就中国前国家领导人在1989年和1992年所做的事情在国际上进行起诉，中国政府对此有什么声明没有？”，“有人想起诉中国前领导人 朱维群：有种就来吧”。中华网时代 (杂志)马德里消息，“西班牙国家法院已下令逮捕前中国国家主席江泽民和其他四位中国官员，因调查其涉嫌参与中国对西藏的种族灭绝。西班牙亲西藏的人权团体说，国际报告表明，这五位官员涉嫌参与种族灭绝，理应接受审查，周二法院称已经受理了这项指控。这些官员中包括前总理李鹏。”TIME
- 南方都市报报道：“广州农妇因儿子没钱治病绝望 携子女跳楼”。凤凰网（页面存档备份，存于）
- 中新网电，“广西兴业县公安局出入境管理大队长办公室自缢身亡”。网易（页面存档备份，存于）
- “中石油风暴又掀漪涟，该公司印尼分公司负责人魏志刚已被‘双规’调查。中石油有关权威人士向财新确认了这一消息。”财新网（页面存档备份，存于）
- 中国证券报报道：“泰山石油管理层大换血 总经理等四名高管辞职”。新华网
- 中财网报道：“十八大后十余重量级央企高管被查 涉及能源电信海运等”。“11月19日，中国铝业发布公告，称公司副总裁李东光因个人原因接受有关部门调查。李东光已经向公司董事会递交辞呈申请辞去公司副总裁职务并停止履职。另有消息称，李东光被调查或与2007年中铝95亿收购云南铜业有关。”中财网（页面存档备份，存于）“杨维骏指控，云南许多宝贵矿藏资源如兰坪铅锌矿、东川博卡金矿、大红山铜铁矿、兰拉、普朝铜矿、文山铜矿、大平掌铜矿都没按市场规则进行交易。杨维骏质疑，这当中，是否有官商勾结从中牟取暴利的问题，建议深查。”RFI（页面存档备份，存于）

- 新京报报道：“中移动原副总鲁向东受贿2000多万 一审被判无期”。新华网（页面存档备份，存于）
- 广州日报报道：“送房行贿市长获提拔 茂名原市长助理获刑十六年”。人民网[]
- 中国广播网报道：“刘铁男案后遗症：黑龙江组织部副部长林秀山被免职”。“黑龙江省委近日决定，免去林秀山省委组织部副部长职务，免去其黑龙江省人力资源和社会保障厅党组书记职务。林秀山此前曾担任齐齐哈尔市市长、佳木斯市委书记等职务。”人民网
- “侯凯任上海市纪委书记 杨晓渡不再担任”。人民网（页面存档备份，存于）侯凯简历：“2012.11-中央纪委常委，审计署副审计长、党组成员”。新华网（页面存档备份，存于）

## 11月18日
- 三湘都市报报道：“360公然违反工信部第20号令 强制手段剥夺网民选择权”。新浪网（页面存档备份，存于）
- “广东：嫌犯被胶带封嘴防串供”。新华网
- “甘肃张家川发帖被拘少年称被赶出学校 教育厅关注”。人民网（页面存档备份，存于）
- “四川官员13岁女儿入股合作社 纪委调查”。人民网（页面存档备份，存于）
- “浙江台州惊现两‘中国白宫’ 外形酷似美国国会大厦”。新华网（页面存档备份，存于）
- “最高法就光大证券816内幕交易引发的民事赔偿案件指定管辖”。人民网（页面存档备份，存于）
- 人民网报道：“日前，有媒体报道‘武汉渣土车活埋5人’的事件，此事引起了社会的广泛关注。18日下午，武汉市江岸区后湖街道办事处官方微博发布了‘关于堤角花鸟市场门口倾倒渣土事件的情况说明及处理意见’，参与倒渣土的村党总支副书记王志明暂停职务，接受组织调查。”

## 11月17日
- “成都高新发展董事长平兴涉嫌犯罪被移送司法机关”。人民网（页面存档备份，存于）“平兴成为继郎酒集团董事长汪俊林、四川金路集团股份有限公司董事长刘汉、成都会展旅游集团董事长邓鸿、成都国腾实业集团董事长何燕等人之后，又一名被调查的四川籍企业高层人士。”新浪（页面存档备份，存于）

- “南京浦口工商局办公室被盗 保安报警遭辞退”。[33]
- “看守所警察收死刑犯红包险助其持刀越狱”。新华网
- “今年７５岁孤苦老人张素婷，在河北师范大学老校区做了２０多年缝缝补补的伙计，师大搬迁后继续在新校区摆摊卖鞋垫、坐垫、袜子等，被称作‘鞋垫奶奶’。近期，河北师范大学为整改校园安全隐患，要求所有摊贩一律不准进入校园，经营性活动都要集中到店面里，‘鞋垫奶奶’由此被拒之门外。”新华网（页面存档备份，存于）

## 11月16日
- 京华时报报道：“温州：聋哑男6趟领结婚证被拒 因无法表达是否自愿”。新华网（页面存档备份，存于）
- 京华时报报道：“央行杭州分行领导殴打女医生被免职”。人民网（页面存档备份，存于）
- 新华网电，“近日有网帖举报称，江永县6名县级领导干部为子女伪造在外地工作的档案，之后将其调动回江永县行政或事业单位工作，以此规避本应该参加的统一招考。16日，江永县宣传部门负责人向记者介绍，江永县已派出调查组，对网曝的6名事业单位工作人员调动情况展开调查。”人民网（页面存档备份，存于）
- 从喀什警方获悉：11月16日17时30分许，阿布拉·艾海提等9人持刀斧袭击巴楚县色力布亚镇派出所，致使2名协警死亡，2名民警受伤，袭击的9人被击毙。新华网

## 11月15日
- 11月15日公布的《中共中央关于全面深化改革若干重大问题的决定》[34]：“一切违反宪法法律的行为都必须予以追究”[35]。“宣布废止劳动教养制度”[36]。“新京报：劳教废止后五大问题待解 寻衅滋事会否滥用”[37][38]。
- 媒体报道省级以下地方法院检察院将与地方脱离，有望垂直管理。[39][40]
- 京華時報報道：“江西4人涉奸杀入狱 11年后同村男自称真凶”。人民網（页面存档备份，存于）
- 中国新闻网报道：“湖南常德一民警微信搞婚外情 被举报后停职调岗”。[41]

## 11月14日
- “上海骗税大案曝出退税黑洞：羊毛变羊绒 空转‘骗’八亿”。新華網（页面存档备份，存于）
- 上海证券报报道：“光大证券‘8·16’事件存在内幕交易 被处罚金5.23亿”新华网（页面存档备份，存于）
- “‘500转刑拘第一案’被拘少年申请刑事赔偿7元钱”。“杨父与代理律师游飞翥前往张家川县检察院，对涉嫌刑讯逼供的警方人员提出控告。游飞翥称，昨天会就行政拘留决定向天水市公安局申请行政复议。”光明网（页面存档备份，存于）
- “常州城管执法车撞死初中生 身体被撞飞50米”。[42]

## 11月13日
- 11月13日，全国宣传部长会议在北京召开。中共中央政治局委员、中宣部部长刘奇葆出席会议并讲话。[43][44][45]
- “陕西铜川城管将小贩丢至荒郊 4人已停职检查”。中国网（页面存档备份，存于）
- “女子雇凶砍儿子和前夫 ‘层层转包’协警领酬金”。[46]
- “浙江商人因没带身份证被山东警方盘问2小时后死亡”。[47]
- “9岁女孩疑遭老师2次性侵 哭诉疼到不敢多走路”。“由于证据不足，目前该嫌疑人已被取保候审，并禁止该老师离开中宁县。”[48]
- “黑龙江望奎县13日在哈尔滨召开了官方新闻通气会，就近期备受外界关注的望奎县公安局存在的拖欠他人钱财18年未还、采购家具违规、发票信息造假等问题通报最新的调查进展。望奎县官方表示，该县公安局将偿还全部欠款并支付利息款，对该局未实行政府集中采购的相关责任人追责。”人民网（页面存档备份，存于）

- 新京报报道：“湖南企业家市政府跳楼身亡 其项目市里一直没批”。中国广播网（页面存档备份，存于）“有民众表示，湖南就是一个奇葩，民营企业家不是注射死如曾成杰，就是坐牢如李途纯，再加今天这个市政府办公楼15楼‘跳楼’死的王检忠。中央巡视组，看到了吗？”大紀元（页面存档备份，存于）

## 11月12日
- 新京报報道：“42岁公务员带13岁女孩多次开房”。“11月9日一早，小华家属代理律师将意见书递交大兴警方，要求警方向检方提请逮捕王某。张女士说，女儿在大兴区一所寄宿学校念初一。2012年9月28日早晨8点多，老师问她怎么把孩子接走没送回来。‘我说我没接孩子啊，孩子是住宿的，我赶到学校，老师拿出短信，有人冒充我们要带孩子去温泉玩，让老师批准，短信不是我们发的，我赶紧报警。’新華網（页面存档备份，存于）
- “台风‘海燕’致广西海南7人死亡 农林牧渔业损失惨重”。“2013年第30号强台风‘海燕’。截止目前，‘海燕’已经造成上千万人受灾，上千人遇难。”人民網（页面存档备份，存于）“广西贵港一学校千名学生被洪水围困 最深水位1.5米”。人民网（页面存档备份，存于）
- “广西医科大学女生宿舍起火 幸无人员伤亡”。新华网（页面存档备份，存于）
- 新华网报道：“十八届三中全会公报指出，中央成立全面深化改革领导小组，负责改革总体设计、统筹协调、整体推进、督促落实”。人民网（页面存档备份，存于）“中央设立国家安全委员会”。人民网（页面存档备份，存于）“对千百万善良法轮功修炼者的残酷迫害还在继续，当局‘两个不否定’的说法，等于与中共捆绑在一起，完全放弃其统治的道德基础，放弃清算江泽民的罪恶，也就失去了权力转移的道德支柱。没有任何道德基础的改革，是注定失败的。”大纪元（页面存档备份，存于）
- “今日，榆林公安局官微就此前发布的‘女尸说话’微博致歉称，是工作人员失误”。“‘10月18日，延安市洛川县一废弃房内发现一无名女尸，陕北口音，自称榆林吴堡人…’，陕西榆林公安局官微发布的这条微博被多个公安局的官方微博所转载，也引发争议。”人民網（页面存档备份，存于）

## 11月11日
- “青海果洛州班玛县阿什琼寺僧人次仁杰11月11号自焚，目前生死不明。他是自2009年以来在中国境内自焚而且得到确认的第122位藏人。”大紀元（页面存档备份，存于）
- “阿克苏市法院书记违法放囚犯 纪检组长亲自领人”。新疆日报网（页面存档备份，存于）
- “百姓诉求放心上‘取消排名’又何妨”。“新京报记者近日从权威部门获悉，国家对各省市不再搞全国范围的信访排名、通报。”人民网（页面存档备份，存于）“而大陆访民被非法关押黑监狱、遭暴力殴打、酷刑、性侵犯，甚至被虐杀的状况目前尚未得到改善。”大纪元（页面存档备份，存于）
- 北京青年報報道：“晚上5时许，一名男子从地铁2号线内环方向宣武门站跳下，不幸身亡。”新華網（页面存档备份，存于）
- “乌鲁木齐工厂爆炸事故系液化天然气引发”。“１１日２３时３０分许，乌鲁木齐市高新区（新市区）迎宾路北一路新疆八钢钢结构股份有限责任公司一加工车间发生爆炸事故，造成６人死亡、６人受伤。”新华网（页面存档备份，存于）

## 11月10日
- “实拍：台湾抗议者‘万鞋齐飞 呛马下台’”。凤凰网（页面存档备份，存于）

## 11月9日
- “中国共产党第十八届中央委员会第三次全体会议9日至12日在北京举行。”人民网（页面存档备份，存于）
- “９日上午１１時左右，江蘇儀征紅山體育公園一艘自駕電瓶船發生事故，截至１９時，有２人在救治過程中不幸死亡，另外２人還在救治中，其中一名孩子的傷勢較輕。經現場調查，該事故排除人為破壞，系船用鉛酸蓄電池爆炸引起的意外事故。”人民网
- 现代快报报道：“盐城一人大代表被指驾宝马当街追撞公司股东”。“‘盐都区人大代表报复举报人，南洋镇街头上演豪车夺命追杀。’一辆车牌号为‘沪H999××’的黑色宝马越野车疯狂追逐一辆蓝色起亚赛拉图，并多次猛烈撞击赛拉图，赛拉图已严重变形，车内人员不同程度受伤。撞击后，宝马车里的女驾驶员扬长而去，引起沿途路人与过往司机的不满。”新华网
- 新京报报道：“黑龙江望奎县公安局购豪华家具 发票造假”。人民网（页面存档备份，存于）
- 央视报道：“黑龙江一交警知法犯法 穿制服驾无牌车上路”。凤凰网（页面存档备份，存于）
- “退休局长房屋夜半遭强拆续：当地称实为误拆”。人民网（页面存档备份，存于）

## 11月8日
- 新快报报道：“广州遭城管掐脖女贩获赔5000元 曾被长时间羁押”。“广州市中级法院近日判决认为，海珠区公安分局将未成年人花花与其母亲一起羁押，该行为违反法律规定，酌情应赔偿花花精神损害抚慰金5000元。”人民网
- “海南城管被曝与裸体女精神病患者对打”。“近日，该事件当事人——琼海城管市容中队在接受记者采访时显露悔意，并表示愿意赔偿女精神病患者医疗费用。”人民網
- 时代报报道，“广东官员宋某被控在澳大利亚强奸大学生导游”。聊城日报（页面存档备份，存于）新京報報道：“宋劲松被控‘指奸’，在澳最高可判终身监禁，若能回国可能得以减轻刑罚”。“根据我国刑法，这一行为却不构成强奸罪，所涉罪名为‘强制猥亵妇女罪’。有专家表示，此事经媒体发酵后已关系中国司法形象和中国外交事宜，宋即使被引渡回国，依然会遭到党纪国法的严惩”。人民網

## 11月7日
- 中國新聞網報道：“辽宁鞍山周边地区传出多声巨响”。“2013年11月7日14时30分许，部分群众在鞍山周边区域听到巨响。经鞍山市公安局指挥中心核查，截止7日17时，全市机关未接到诸如爆炸、治安灾害事故等报警；警方已在全市范围进行排查，尚未发现可疑巨响原因。”人民網（页面存档备份，存于）

- “浙江镇海一男子开铲车撞多车致9人伤 民警鸣枪示警”。“11时30分许，犯罪嫌疑人吴某（男，43岁，贵州人）驾驶一辆工程铲车，在镇海金属园区，连续撞击多辆停放的车辆后逃窜。接警后，警方立即沿路堵截，期间，犯罪嫌疑人吴某不顾民警警告，撞翻警车，民警果断鸣枪示警，将其制服。”新華網
- “四川‘会展王’邓鸿被湖北公安逮捕 身价曾逾九亿”。人民網（页面存档备份，存于）“李春城案后曾被约谈”。鳳凰網（页面存档备份，存于）
- 〝中国馬三家被劳教者讲述万圣节的真正恐怖‘SOS’〞（Chinese labor camp inmate tells of true horror of Halloween ‘SOS’），CNN记者大卫．麦克肯兹(David MacKenzie)CNN（页面存档备份，存于）
- RFA:〝中央民族大学女教师刑满释放〞。〝拥有经济学学士和新闻硕士学位的梁波，毕业后一直在中央民族大学任教。中国政府开始镇压法轮功之后，梁波被中央民族大学开除，住房被没收。2004年，梁波第一次被北京警方逮捕。后海南省法院曾判处她有期徒刑三年，缓刑四年。2010年是梁波第二次被逮捕判刑。章天亮博士认为，中国当局对法轮功的迫害强度并没有降低，不同的是，现在当局是‘只做不说’。”RFA（页面存档备份，存于）

## 11月6日
- 新华网报道：“11月6日早7时40分，在太原迎泽大街山西省委附近，连续发生数起小型爆炸物爆炸，一人轻伤，两辆车受损。据目击者刘国良、郑权介绍，6日早上开车走在迎泽桥上由西向东，听到一声巨响，大约20秒后在下桥处看到大量烟雾和火星爆出，再20秒后车开到省委门口等红绿灯时，再次听到看到一辆微型面包车爆炸起大量烟雾和汽车爆炸碎片。据山西省委对面居民楼中的住户介绍，先后听到七声巨响。”人民网（页面存档备份，存于）“山西省委附近爆炸现场散落钢珠 疑似自制炸弹”。人民警察网（页面存档备份，存于）
- 中國新聞網報道：“与事发地隔着一条迎泽大街和多栋建筑物的桃园路西一巷的人行道上，目击者称有一名老年人被爆炸飞溅的物品击中。”“迎泽大街山西省委附近的爆炸案已致1人死亡、1人重伤、7人受伤。据山西警方通报，有数起小型爆炸物爆炸，目前现场警戒已解除，公安部门正在全力侦破此案。”新華網
- RFA：“本台維語組報道指，北京天安門襲擊事件吉普車司機烏斯曼.艾山，警方曾突擊搜查他老家克孜勒蘇柯爾克孜州（Kizilsu Kirghiz）阿克陶縣Yengi Aymaq村一間名叫派黎（音譯）（Pilal）清真寺，拆掉院子並停水截電，該村前村長哈穆.吐迪（音譯）（Hamut Turdi）透露，該寺院由村民集資興建，但被當局指是非法宗教場所。33歲的烏斯曼曾公開發誓會替村民報復，他認為烏斯曼在天安門襲擊可能為了報復。據知，烏斯曼捐了一大筆錢建清真寺。派黎清真寺事件剛好發生在去年10月28日（即天安門車撞人事件在一年後的同一日），這一點令我相信烏斯曼可能為了此事。”RFA（页面存档备份，存于）
- 中國新聞網報道：“11月5日，本网报道了《陕西留坝县委党校内暗藏KTV 官方称对外承包》一事。留坝县委党校11月6日给本网回复称，留坝县委党校召开校委会研究决定：立即终止承包合同，关闭经营项目。”新華網 Archive.today的存檔，存档日期2013-11-06

## 11月5日
- “张艺谋小女儿首曝光 再婚超生又成悬念”。新華網（页面存档备份，存于）
- “据中纪委监察部网站消息，近日，辽宁省纪委对辽宁省广播电视台原台长史联文涉嫌严重违纪问题进行立案调查。”人民网（页面存档备份，存于）
- 南方农村报报道：“广东广宁县政府机关接连被围堵 43人被带走”。“9月28日，3名广东省环境科学研究院的工作人员到该县宾亨镇西林村对垃圾填埋场选址地进行勘测，被西林村村民围困一天一夜。南方农村报记者在一份盖有广宁县土地储备中心公章的‘承诺书’上看到，广宁县土地储备中心对包括西林村在内的几个村的土地进行征收储备，用来解决工业项目和民生事业项目建设用地，并承诺‘所征用土地不用于垃圾焚烧场和殡仪馆建设’。”齐鲁晚报网（页面存档备份，存于）
- “南京街道办出动城管阻止市交通局强拆所属办公楼”。新华网
- “浙江省长兴县政府办公楼，被戏称为‘世界第一县衙’。媒体报道称，该楼及配套设施总花费达20亿元。”人民網

## 11月4日
- 央视报道，“湖南：政府强拆希望小学为百亿项目腾地 民众哭泣”。人民网（页面存档备份，存于）
- 中国广播网報道：“云南招标采购局三公经费0元引质疑 拒绝回应”。人民網（页面存档备份，存于）
- 新京报报道：“‘公安大V’陈里任职中央政法委”。“陈里任职陕西省公安厅副厅长期间，倡导微博传民意，拥有微博粉丝1500多万，被网民称为公安大V”。人民网（页面存档备份，存于）
- 羊城晚报報道：“佛山中院决定向区润华赔偿28万余元。这个佛山亿万富翁曾被控涉嫌雇凶杀情敌，并因此被限制人身自由1187天；历经三审三判后，（广东）省高院最终认定其无罪，并要求佛山中院赔偿。”人民網（页面存档备份，存于）

- 法制日报报道：“萧山冤错命案一审审判长辞去余杭区法院院长职务”。“傅樟绚1957年出生，担任余杭区法院院长之前，曾长期在杭州市中级人民法院刑庭等处工作，为1997年萧山抢劫杀人案一审审判长。 1995年3月20日、8月12日，杭州萧山相继发生两起抢劫杀人案，出租车司机徐彩华、陈金江分别被人杀害抛尸路边，财物被劫。1997年7月11日，杭州中院一审判处陈建阳、田伟冬、王建平死刑，朱又平死刑缓期执行、田孝平无期徒刑。二审时改判死刑为死刑缓期执行。17年后，由于‘3·20’劫杀案真凶项生源现身，有关部门启动案件复查。2013年7月2日，浙江省高级人民法院再审后判决5人无罪。”人民网（页面存档备份，存于）
- 人民网报道，“陕西一校长用钉锤打死女教导主任后跳楼身亡”。新华报业网
- “陈毅之子：消弭文革戾气急需树立宪法权威”。人民網（页面存档备份，存于）
- 南方日報報道：“重庆打黑刑讯遗案:1名派出所长近日遭刑拘”。“2013年10月17日，重庆市公安局沙坪坝分局陈家桥派出所所长吴炯被重庆市检察院来人带走后刑事拘留，罪名是涉嫌刑讯逼供。 对吴炯提出控告的是江北公安分局刑警支队原队长、现任江北区户政科指导员王勇。王勇称其遭遇以熊峰为首的专案组多次刑讯逼供，乃至锁骨断裂。该专案组是“091专案组”中的一个分支，成员包括吴炯和李雨东等人。”中華網（页面存档备份，存于）

## 11月3日
- “重庆低调返还部分涉黑资产 当事方签保密协议”。中華網
- 山西晚报報道：“山西大同3名城管执法用灭火器砸人被清退”。人民網（页面存档备份，存于）
- 京華時報報道：“对商贩的悲情一跪，何至于冷酷到又是拍照，又是微笑？这微笑，既是对商贩的二度伤害，事实上更会加深人们对城管队伍负面印象。11月3日，唐山市城管局作出回应，称执法队员在执法技能、执法方式上存在欠缺，已对3名执法人员进行了批评教育。”人民網新京報報道：“小贩卑微下跪，城管应该惶恐”。“小小生计，却要用损害尊严下跪的方式才有可能换来。别的城市将小商贩当成‘宝’，国外的城市，小商贩可在大学门前光明正大的摆摊，然而，这座城市却是需要用悲情的下跪？这又是为什么？”人民網

## 11月2日
- 大河网報道：“11月2日，记者从河南省公安厅获悉，11月1日晚，经公安机关缜密侦查，省公安厅组织警力，依法对群众反映强烈的涉嫌色情违法行为的郑州“皇家一号”夜总会进行查处。目前，案件正在进一步调查中。”[49][50][51]
- 北京晨报報道：“国家储备油被转基因：中储粮处分6人 2主任免职”。“记者从湖北省粮食局了解到，近日网爆以进口转基因菜籽油‘顶包’国家临时储备油的中纺农业湖北有限公司，已被暂停企业《粮食收购许可证》资格，并给予罚款15万元的行政处罚。”人民網（页面存档备份，存于）
- “公交司机路过拆迁现场车速慢被打 官方称造成堵塞”。“福州公交集团二公司二车队负责人亦向记者表示，按照该公司规定，如车发生任何事故，第一时间均应保证乘客人生安全；经过调取现场监控、询问现场乘客，按照目前证据判断，李甲军未曾出现任何不当行为。”新華網
- 京华时报報道：“22辆车一天被胡乱罚款24次 交警诉苦:完不成任务扣工資”。“10月31日，有媒体曝光徐州铜山区公安局104国道茅村至利国段交巡警在执法过程中，在未对车辆进行检查的情况下，连续对同一车辆进行处罚。事件曝光后，当地政府调查后进行情况通报，责令将涉事民警辞退、交巡警大队长撤职、分管副局长停职。同一天，河南一县级运管局随意上路罚款也被曝光。”新華網（页面存档备份，存于）
- 南方網報道：“深圳横岗派出所职工宿舍内一名女子称遭巡防员强奸”。中国时刻网

## 11月1日
- 吉林省原副省长田学仁因受贿罪，被市一中院一审判处无期徒刑，剥夺政治权利终身并处没收个人全部财产。”人民網（页面存档备份，存于）“ 经查，通过给田学仁送钱跑官成功的共有5人，其中3人是政法干警。”新華網（页面存档备份，存于）
- 新京报讯：“辽宁猪贩刘刚在山东临沂上访两次被关入精神病院一案，历经四次开庭，昨日上午9点，辽宁省北镇市法院宣布了行政裁定书，驳回原告刘刚的起诉。行政裁定书宣读后，刘刚在法庭上情绪失控，当庭表示不服，要求上诉。”人民网（页面存档备份，存于）
- 中國青年報報道：“陕西医生举报副县长后出门戴钢盔拿擀面杖”。“8月19日，某中央媒体的人联系了他，表示稿子已经做好，发到县里去了。柯尊年没明白为什么稿子会发到县里，‘我觉得自己被卖了’。”[52]
- 南方电视台報道：“小伙长得像劫匪被便衣抓获 戴脚镣手铐指认现场”。中國新聞網（页面存档备份，存于）
- 華夏時報報道：“官方首度披露吴英资产处置细节 律师称巨额财产被遗漏”。鳳凰網（页面存档备份，存于）
- 新京报報道：“河北乡政府被指抱走女婴18年:家人寻娃多次挨打”。[53]